# Retroversão uterina
Retroversão uterina, também conhecido como útero retrovertido, útero invertido, útero reverso ou útero virado, é quando o útero possui uma posição diferenciada. A percentagem de pessoas com esta retroversão pode variar entre 15 a 25% tem o útero voltado para a região posterior do corpo (retrovertido). Algumas podem sofrer um deslocamento do útero, que varia a sua posição em pouco espaço de tempo, dependendo das condições dos elementos orgânicos periféricos (ex: bexiga cheia), condições de estresse físico (ex: pós-parto) ou até mesmo por condições de envelhecimento.
Fato é que essa retroversão não é adquirida com o tempo, vem desde o nascimento, e acompanhará a paciente por toda a vida, mas geralmente não é nada que faça tanta diferença no seu âmbito amoroso ou gênico, pois é apenas estrutural. 

## Testes para comprovação
A comprovação é feita a partir de um ultra-som pélvico e durante o exame, o médico observará como se comporta todo o sistema reprodutor da paciente, analisando com muita atenção a estrutura uterina.

## Resultados para gestação
Cada caso se mostra diferenciado, mas uma constante é que a retroversão uterina nada tem a ver com infertilidade, o problema é estrutural. Grande parte das mulheres nem mesmo necessitam de um acompanhamento médico para engravidar (acompanhamento médico na gestação é adequado para qualquer mulher). Não é necessário nada mais que paciência para que a gestação desejada seja concretizada, o que não será diferente para qualquer outra mulher.

## Sintomas comuns
Não necessariamente a paciente possuirá todos os sintomas:
- Dor crônica pélvica ou lombo-sacra (“dor nas cadeiras”).
- Dispareunia profunda (dor que surge no ato sexual referida a pelve, mas que frequentemente permanece por horas após a relação)
- Dismenorréia (cólicas de menstruação intensas)
- Proctalgia (dor ao evacuar)
- Disúria (dor ao urinar)

## Tratamento
Não há uma maneira de falar de tratamentos de uma forma geral, pois apenas o médico poderá informar a melhor forma de lidar com este estado. Muitas vezes não é necessário tratamento algum, mas se a paciente se sentir melhor desta maneira, se o médico concordar, o tratamento poderá ser feito através de hormônios. Há casos extremos, e muitas vezes desnecessários, em que é feita uma cirurgia de modo a tentar regularizar e fixar melhor o útero no plano sagital mediano da cavidade pélvica. Mas, o melhor tratamento, na verdade, é ter paciência e seguir as orientações médicas.

## Dificuldade em engravidar
Sabe-se atualmente que a correlação do “útero retrovertido” com a dificuldade de engravidar é devida a maior suscetibilidade de endometriose nestas mulheres. O útero retrovertido dificultaria o escoamento da menstruação pelo orifício do colo, o que aumentaria o risco de refluir pelas trompas uterinas levando a implantação de focos do endométrio na cavidade abdominal (menstruação retrógrada) somadas à dificuldade estrutural uterina já apresentadas (retroversão uterina), aumentando a dificuldade no trajeto dos espermatozoides.

## Aspetos Psicológicos
Ao ser diagnosticado dizer que existirá maior dificuldade no caso da pessoa desejar engravidar, muitas delas ficam anos julgando que não poderão ter descendência biológica. Isto é explicado pela falta de aprofundamento no assunto, pois em grande parcela das pessoas com retroversão uterina não sentiu nenhuma diferença nas suas vidas.
Existe uma pequena dificuldade para a fecundação, fato que deve ser considerado por profissionais, mas isso não atrapalhará a vida da pessoa e, ou de possíveis pessoas parceiras. Essas devem ser responsáveis pelo apoio, pois enquanto a pessoa não conseguir engravidar poderá se sentir receosa em pensar no assunto, e na maioria das vezes inseguras.